# Frazer Richardson
Frazer Richardson, né le 29 octobre 1982 à Rotherham, est un footballeur anglais qui évolue au poste de défenseur aux Doncaster Rovers.

## Biographie
Formé à Leeds United, il joue ses premiers matchs avec l'équipe première lors des saisons 2002-2003 et 2003-2004. 
Il s'impose comme titulaire indiscutable lors de la saison 2007-2008, juste après le départ de l'emblématique Gary Kelly. 
Il est promu capitaine de l'équipe lors en 2008-2009, puis part la saison suivante à Charlton.
En 2010, il s'engage en faveur de Southampton. Après trois saisons passées à Southampton, il signe à Middlesbrough. En janvier 2014, il est prêté pour six mois à Ipswich Town. 
Le 27 juin 2014, il signe un contrat de deux ans avec Rotherham United.
Le 30 août 2016, il s'engage avec les Doncaster Rovers.
Le bilan de sa carrière s'élève à 9 matchs en première division anglaise (0 but), et 188 matchs en deuxième division anglaise (3 buts). Il joue également un match en Coupe de l'UEFA avec le club de Leeds lors de la saison 2002-2003.

## Palmarès
- Vice-champion d'Angleterre de D2 en 2012 avec Southampton